# Scythocentropus scripturosa
Scythocentropus scripturosa is een vlinder uit de familie uilen (Noctuidae). De wetenschappelijke naam is voor het eerst geldig gepubliceerd in 1854 door Eversmann.
De soort komt voor in Europa.